# Peter Binz
Peter Binz (* 26. März 1901 in Düren; † 8. Oktober 1985 ebenda) war ein deutscher Politiker der NSDAP und war Kreisleiter von Düren.

## Leben
Peter Binz wuchs in Düren auf, wo er die Volksschule besuchte und 1921 am Realgymnasium sein Abitur ablegte. Er studierte anschließend erfolglos Bergbau an der Technischen Hochschule Aachen und wurde anschließend Kaufmann. Als solcher arbeitete er bis 1934 in der Tuchfabrik Leopold Schoeller, bis er ab dem 1. März 1934 hauptamtlich für die NSDAP tätig wurde.
Der NSDAP trat er zum 1. Juni 1930 bei (Mitgliedsnummer 251.615). Zunächst Ortsgruppenleiter in Düren, stieg er zum Kreisleiter auf und wurde als solcher am 4. Dezember 1935 von Adolf Hitler in seinem Amt bestätigt. Später wurde er zum Oberbereichsleiter ernannt. Er war außerdem Beauftragter für die Durchführung des neuen Gemeindegesetzes der NSDAP und für die Ämter des Kreises Düren verantwortlich.
Ab 1935 wurde er als Pionier in Höxter und Westhofen ausgebildet und diente ab 1940 in der Wehrmacht, wo er zuletzt den Rang eines Leutnants bekleidete und ein Minenräumkommando befehligte. Er erhielt das Kriegsverdienstkreuz I. und II. Klasse, das Eiserne Kreuz unbekannter Ausprägung sowie die Dienstauszeichnungen der NSDAP in Bronze und Silber.
Im Juli 1943 übernahm Binz wieder das Amt des NSDAP-Kreisleiters in Düren. Stellvertretender NSDAP-Kreisleiter war Georg Logauer, Amtsbürgermeister im Amt Birgel.
Nach dem Zweiten Weltkrieg wurde er in verschiedenen Lagern interniert und 1946 mit provisorischer Einstufung als Minderbelasteter entlassen. Als Mitglied des politischen Führerkorps der NSDAP wurde er am 16. April 1948 von der 12. Spruchkammer des Spruchgerichts Bielefeld zu dreieinhalb Jahren Haft verurteilt. Am 22. Dezember 1948 wurde die Strafe in einer Berufungsverhandlung auf zwei Jahre und zehn Monate verkürzt. Da die Internierungshaft angerechnet wurde, verließ er den Gerichtssaal als freier Mann.
1948 wurde er ebenfalls von der Staatsanwaltschaft Aachen wegen Verbrechen gegen die Menschlichkeit angeklagt. Das Verfahren wurde jedoch 1949 eingestellt. Binz arbeitete anschließend als Gastwirt in Düren, wo er 1985 verstarb. Sein älterer Bruder Franz war ebenfalls für die NSDAP tätig und langjähriger Reichstagsabgeordneter der Partei.
1952 war Peter Binz für die Dürener FDP tätig. In einem Artikel über Wahlen bei der CDU-Stadtpartei heißt es: „Außerdem bestehe die Möglichkeit, daß in Düren die FDP, in der sich der ehemalige Kreisleiter der NSDAP in Düren, Peter Binz, propagandistisch betätige, mit einer Kandidatenliste an die Öffentlichkeit trete.“